# Heinrich Günther von Baudissin
Heinrich Günther von Baudissin (* 30. März 1636 in Kiel; † 19. September 1673 in Gottorp) war Amtmann von Gottorp und herzoglicher Hofmarschall. Er war zudem Erbherr auf dem Gut Cronsburg bei Kiel.

## Leben
Er ging zunächst in spanische Dienste und wurde dann 1666 Major. 1667 wurde er in Eutin zum Geheimen Rat und Amtsmann ernannt. Ab 1672 war er Hofmarschall des Herzogs von Gottorf.
Er wurde im Dom zu Schleswig begraben.

## Familie
Seine Eltern waren der General Wolf Heinrich von Baudissin (1579–1646) und dessen zweite Frau Sophia von Rantzau (1620–1697).
Er selbst war auch zweimal verheiratet. Seine erste Frau wurde 1659 die englische Gräfin Nonny Cunningham († 1661), auch sie wurde im Dom begraben. Das Paar bekam ein Kind:
- Hinrich Conrad Bauditz, (* 1661; † 4. Januar 1714) (Stammvater der dänischen Bauditz)

⚭  18. November 1684 Suzanna Bornsen (* 1665; † 21. April 1686)
⚭  17. Januar 1689 Catharina Clausdatter Gude (* 21. Februar 1659 † 29. September 1712)
Seine zweite Frau wurde 1662 Sarah Margrethe von Günderrode (* 17. Januar 1642 † 8. Mai 1723 in Lindau, Eckernförde). Sie wurde nach ihrem Tod in die Domkirche von Schleswig überführt. Das Paar bekam folgende Kinder:
- Ernst Christoph (* 1666)
- Hedwig (* 1668; † 1730) ⚭ 1693 Benedict Frederik von Rumohr (* 1660; † um 1727) Interimskommandant von Kiel
- August Friedrich (* 20. Juni 1669)
- Wolf Heinrich (1671–1748)  (Stammvater derer von Baudissin und erster Graf)
- Friederica Amalia (* 17. Juni 1673; † 3. Februar 1769) ⚭  1712 Daniel Joachimsen von Rantzau (* 17. Juli 1672; † 1725)
- Sophie Ernestina (* 12. März 1674; † 1707) ⚭  1683 Sivert (Siegfried) Wonsfleth (Wohnsfleth) (* 1652; † 1713)